# Taenaris catops
Taenaris catops is een dagvlinder uit de onderfamilie Satyrinae. 

## Kenmerken
De vlinder heeft een spanwijdte van ongeveer 75 tot 95 mm, de vrouwtjes zijn in de regel wat groter. De vleugels zijn wit met zwarte rand, aan de onderkant van de ondervleugel zitten opvallende oogvlekken. De oogvlekken zijn deels, en lichtergekleurd, ook aan de bovenzijde van de vleugels te zien.

## Leefwijze
De imago drinkt van rottend fruit en het sap van Cycas revoluta, dat het giftige cycasine bevat. Hierdoor is de vlinder oneetbaar voor predatoren.

## Verspreiding en leefgebied
De soort komt voor in Nieuw-Guinea en omliggende eilanden.

## De rups en zijn waardplanten
De waardplanten zijn Cordyline terminalis uit de familie Liliaceae, banaan uit de familie Musaceae, Areca catechu (betelpalm) en Caryopta rumphiana uit de familie Arecaceae.